# نيكيما ليفي أرمسترونج
نيكيما ليفي أرمسترونج هي محامية أمريكية وناشطة في مجال العدالة الاجتماعية. شغلت منصب رئيس فرع منيابولس في الجمعية الوطنية للنهوض بالملونين من 2015 إلى 2016. قادت مجموعة متنوعة من المنظمات التي تركز على قضايا المساواة العرقية والتفاوت في منطقة منيابولس سانت بول . كانت ليفي أرمسترونج أستاذًا مشاركًا في القانون بجامعة سانت توماس في منيابولس من عام 2003 إلى عام 2016. بعد أن أنهت فترة ولايتها كرئيسة لفصل الجمعية الوطنية للنهوض بالملونين وتركت منصبها الأكاديمي، كانت لديها حملة فاشلة لمنصب عمدة منيابولس في انتخابات عام 2017. وقد كانت أيضًا ناشطة محلية بارزة في العديد من الاحتجاجات على مقتل الأمريكيين السود على أيدي ضباط الشرطة.

## النشأة والتعليم
وُلدت ليفي أرمسترونج في 27 يونيو 1976 في جاكسون في ميسيسيبي، وهي الأخت الكبرى لخمسة أطفال. انتقلت إلى جنوب وسط لوس أنجلوس بعد أن أمضت السنوات الثماني الأولى من حياتها في ميسيسيبي، وفي الرابعة عشرة من عمرها تم قبولها لحضور مدرسة بروكس في شمال أندوفر في ماساتشوستس كطالبة داخلية. حصلت ليفي أرمسترونج على درجة البكالوريوس في الآداب من جامعة جنوب كاليفورنيا ودكتوراه في القانون من كلية الحقوق بجامعة إلينوي. وقد عاشت ليفي أرمسترونج في لوس أنجلوس حتى عام 2003 عندما انتقلت إلى ولاية مينيسوتا الأمريكية.

## الحياة المهنية
كانت ليفي أرمسترونج أستاذًا مشاركًا في القانون بجامعة سانت توماس بداية من عام 2003. في عام 2006 أسست ليفي أرمسترونج مشروع العدالة المجتمعية، وهو شراكة بين كلية الحقوق بجامعة سانت توماس وفرع سانت بول من الجمعية الوطنية للنهوض بالمليونين لطلاب القانون المهتمين بالعمل مع المجتمعات المحرومة.
في عام 2011 كانت ليفي أرمسترونج مديرًا لمتحف التاريخ الأمريكي الأفريقي في جنوب منيابولس. حصل المشروع على العديد من التبرعات الكبيرة، والقروض من المنظمات المجتمعية البارزة مثل مؤسسة كارل بوهلاد، والالتزام المحتمل بأموال السندات الحكومية. ومع ذلك واجه المشروع صعوبات مالية أدت في النهاية إلى إغلاقه وبيع مبناه في المزاد.
شاركت ليفي أرمسترونج في تأسيس برازرهود إنك. وهي منظمة مكرسة لمساعدة الشباب الأمريكيين من أصل أفريقي على الابتعاد عن نشاط العصابات والسجن. تترأس اللجنة الاستشارية لولاية مينيسوتا للجنة الولايات المتحدة للحقوق المدنية وإفريبودي إن، وهي منظمة غير ربحية تهدف إلى سد فجوات التوظيف القائمة على العرق في منطقة منيابولس في سانت بول.

### حركة «حياة السود مهمة»
شاركت ليفي أرمسترونج في الاحتجاجات الوحشية المناهضة للشرطة في فيرغسون بولاية ميزوري في منتصف عام 2014. شاركت أيضًا في احتجاج حياة السود مهمة على وحشية الشرطة في مول أمريكا في بلومنغتون في مينيسوتا في ديسمبر 2014. اتهمتها مدينة بلومنغتون هي وعشرة متظاهرين آخرين بالسلوك غير المنضبط والتعدي على ممتلكات الغير والتي تصل عقوبتها القصوى إلى غرامة تصل إلى 8000 دولار وسجن لمدة تصل إلى عامين وسحبت المدينة لاحقًا رسوم تعويض 40 ألف دولار ضد المتظاهرين. في نوفمبر 2015 رفض قاض في مقاطعة هينيبين التهم الموجهة إلى ليفي أرمسترونج والعشرة الآخرين الذين اتهمتهشسم بلومنجتون.

### منيابولس رئاسة NAACP

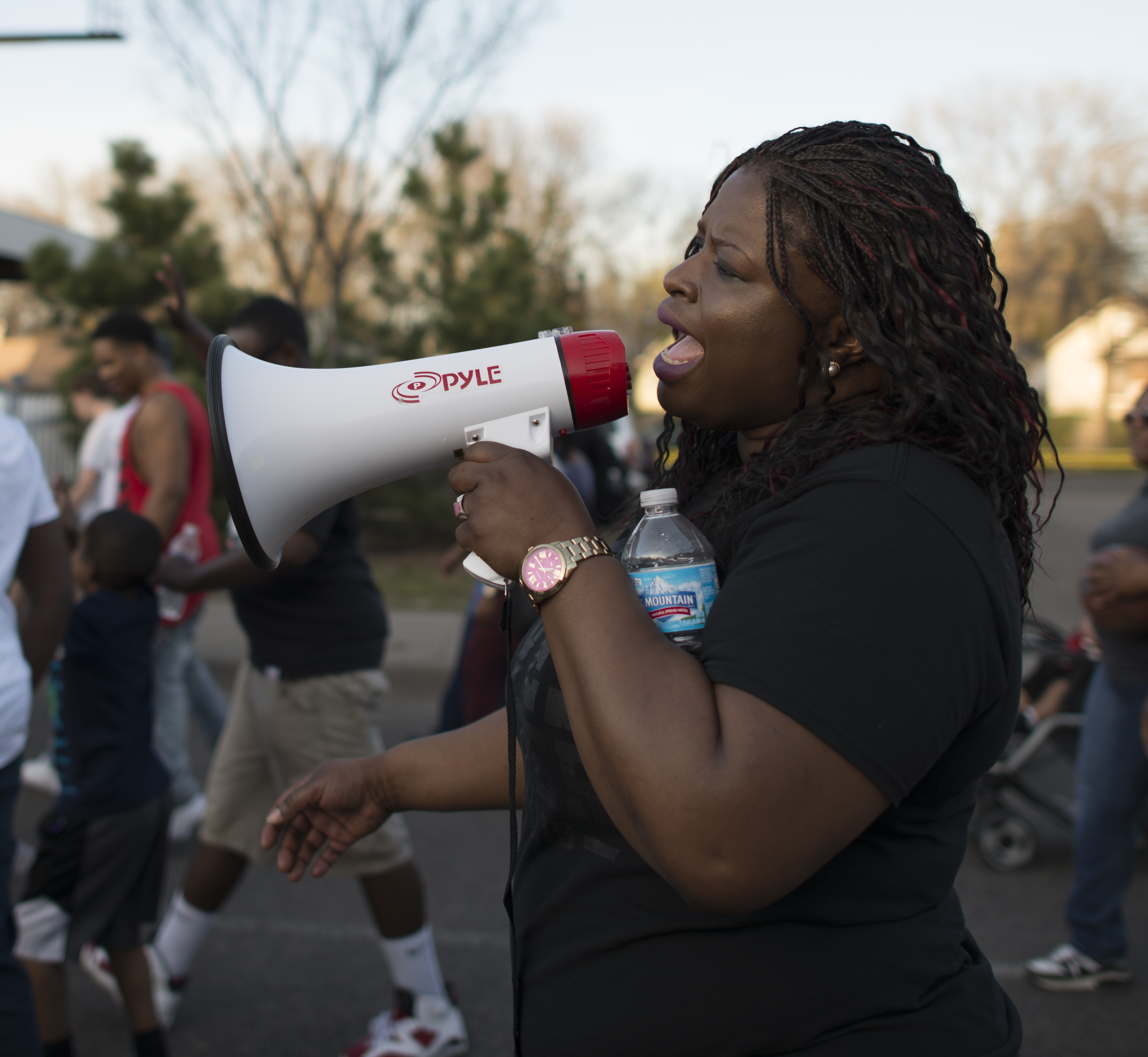
ليفي أرمسترونج في مسيرة عام 2015 ، احتجاجًا على إطلاق النار على تانيا هاريس

في عام 2015 أصبحت ليفي أرمسترونج رئيسًا لفرع منيابولس من الجمعية الوطنية للنهوض بالمليونين عندما قرر الرئيس المنتهية ولايته جيري مكافي عدم السعي الإعادة انتخابه. على الرغم من فوزها في الانتخابات دون معارضة في الاقتراع واجهت ليفي أرمسترونج انتقادات من إم سي إي إف إي إي التي زعمت أنها كانت تركز بشكل كبير على قضايا وحشية الشرطة لإهمال مخاوف مثل جرائم العنف الأخرى ضد الأمريكيين من أصل أفريقي. صرحت ليفي أرمسترونغ أنها تأمل في زيادة مشاركة الشباب مع الجمعية الوطنية خلال فترة عملها مع المنظمة. لقد انتقدت الفوارق العرقية في منطقة منيابولس في سانت بول ووصفتها بأنها من أسوأ الفوارق في البلاد.
في نوفمبر 2015 بعد مقتل جمار كلارك بإطلاق النار على أيدي ضباط شرطة منيابولس تورط ليفي أرمسترونج في حصار بشري للطريق السريع 94. من بين المتظاهرين الأربعين كانت ليفي أرمسترونغ من بين أول المعتقلين. قادت بعض الاحتجاجات اللاحقة ضد مقتل كلارك.
تركت ليفي أرمسترونج عملها كأستاذ جامعي في جامعة سانت توماس في عام 2016 لتكريس نفسها بدوام كامل لمعالجة قضايا العدالة الاقتصادية والعرقية. أعلنت في أكتوبر من ذلك العام أنها لا تنوي السعي للحصول على فترة ولاية ثانية كرئيسة لـ الجمعية الوطنية للنهوض بالمليونين في منيابولس لكنها «خططت ليكون لها حضور أكثر وضوحًا في المجتمع». خلفها في الفصل جيسون سول نسب الفضل إلى ليفي أرمسترونج لمواءمة المنظمة الأكثر توجهاً نحو السياسة والأعمال الورقية مع حركة حياة السود مهمة.

### حملة مايورال
بعد مرور عام على وفاة جامار كلارك أعلنت ليفي أرمسترونج عن نيتها للترشح لمنصب رئيس بلدية منيابولس في انتخابات المدينة لعام 2017 كعضو في مينيسوتا الديمقراطي-الفلاح-حزب العمال. تم الإعلان خارج مركز الشرطة الرابع في منيابولس حيث تظاهر المتظاهرون ضد مقتل كلارك لمدة 18 يومًا في العام السابق. واجهت ليفي أرمسترونج رئيس البلدية الحالي بيتسي هودجز، وهو أيضًا عضو في حزب العمل الديمقراطي -الفلاحي-، والعديد من المرشحين الآخرين. على الرغم من ترشحه كعضو في الحزب الديمقراطي -الفلاح-، اختارت أرمسترونج التخلي عن عملية ترشيح الحزب مستشهدة بما وصفته بالطبيعة «المربكة وغير المرغوبة» لمؤتمرات الحزب. خسرت أمام جاكوب فراي في انتخابات نوفمبر 2017 وجاءت في المركز الخامس بشكل عام.

### النشاط المجتمعي
في عام 2020 شاركت ليفي أرمسترونج في احتجاجات محلية على مقتل جورج فلويد وهو رجل أمريكي من أصل أفريقي أعزل على يد ضابط شرطة في منيابولس. كانت حاضرة عندما أطلق ضباط الشرطة الغاز المسيل للدموع على المتظاهرين دون سابق إنذار في مركز شرطة منيابولس الثالث بعد ظهر يوم 26 مايو حيث كانت مجموعة منفصلة أصغر من المتظاهرين ترمي أشياء على الضباط. نتج عن الحادث أن ليفي أرمسترونج كانت طرفًا مسمًا في شكوى محكمة جزئية أمريكية قدمها اتحاد الحريات المدنية الأمريكي في مينيسوتا بشأن الحق في الاحتجاج السلمي. انتقدت ليفي أرمستونج زعيم نقابة شرطة منيابولس، وشاركت في الاحتجاجات التي دعت إلى استقالته. أثارت مجموعة احتجاجية قوامها 100 شخص بقيادة شبكة العدالة العرقية التي ترأسها ليفي أرمسترونج والتي اجتمعت خارج منزل كرول في هوغو بولاية مينيسوتا في 15 أغسطس 2020 جدلاً. وبالإضافة إلى الدعوة لاستقالة كرول وانتقدت جماعة شريك كرول، ومراسل تلفزيون وكو ليز كولين عن وجود تضارب في المصالح في القصص عن عنف الشرطة.

## الحياة الشخصية
عاشت ليفي أرمسترونج في بروكلن بارك في مينيسوتا حتى سبتمبر 2015 عندما انتقلت إلى شمال منيابولس. وهي متزوجة ولديها خمسة أطفال، اثنان منهم بالتبني. في منتصف عام 2010 كانت ليفي أمسترونج تعظ في كنيسة العهد الأول في منيابولس كل شهرين.